# Sint-Joris (Beernem)
Sint-Joris é uma vila e deelgemeente do município de Beernem, província de Flandres Ocidental, na Bélgica. Em 1 de Janeiro de 2006, tinha 1.794 habitantes e uma área de 6,45 km².